# Joppa boliviensis
Joppa boliviensis là một loài tò vò trong họ Ichneumonidae.